# بی‌دی باکاتا
بی‌دی باکاتا (به اسپانیایی: BD Bacatá) یک آسمان‌خراش  در کلمبیا است که در بوگوتا واقع شده‌است.